# Resolver
Um resolver é um tipo de transformador elétrico giratório que converte movimento rotativo mecânico em sinais elétricos que são utilizados para fornecer posição, velocidade ou ângulo de um eixo.

## Descrição
O tipo mais comum de resolver é o "brushless transmitter resolver" (sem escovas) (outros tipos são descritos no final).
Na parte externa, um resolver pode parecer um motor elétrico pequeno que tem um estator e um rotor. No interior, a configuração dos enrolamentos do fio o faz diferente. A parcela do estator do resolver abriga três enrolamentos: um enrolamento do excitador e dois enrolamentos bifásicos (etiquetados geralmente "x" e "y") (caso de um resolver sem escovas). O enrolamento do excitador fica situado no alto, ele é no fato uma bobina de um transformador de giro. Este transformador faz girar o rotor, assim não há nenhuma necessidade para escovas, ou nenhum limite à rotação do rotor. Os dois outros enrolamentos estão no fundo, enrolados em um laminado. São configurados em 90 graus um do outro. O rotor abriga uma bobina, que é o enrolamento secundário do transformador de giro, e um enrolamento primário em um laminado, excitando os dois enrolamentos bifásicos no estator.
O enrolamento primário do transformador, unido ao estator, é excitado por uma corrente elétrica senoidal, que pela indução eletromagnética induz uma corrente através dos enrolamentos secundários até o estator. Os dois enrolamentos bifásicos, separados 90° no estator, produzem uma corrente de feedback do seno e do cosseno pelo mesmo processo da indução. Os valores relativos das tensões bifásicas são medidos e usados determinar o ângulo do rotor relativo ao estator. Depois de uma volta completa, os sinais de realimentação repetem suas formas de onda.

## Tipos
Os resolvers básicos são de dois pólos, significando que a informação angular é o ângulo mecânico do estator. Estes dispositivos podem entregar a posição absoluta do ângulo. Outros tipos de resolver são os multi pólos. Têm 2*p pólos, e assim podem realizar p ciclos em uma rotação do rotor: ângulo elétrico = ângulo mecânico/p. Alguns tipos de resolvers incluem os dois tipos, os enrolamentos dois pólos são usados para a posição absoluta e os enrolamentos multi pólos para a posição exata. Os resolvers de dois pólos podem alcançar a exatidão angular até geralmente aproximadamente +/-5 ', visto que o resolver multi pólos pode fornecer a exatidão melhor, 10 para os resolvers de 16 pólos, até 1 para os resolvers de 128 pólos.
Os resolvers multi pólos podem também ser usados monitorando os motores elétricos multi-pólos.
Este dispositivo pode ser usado em toda a aplicação em que a rotação exata de um objeto relativo a um outro objeto for necessária, como na plataforma giratória duma antena ou um robô. Na prática, o resolver geralmente é montado diretamente num motor elétrico. Os sinais de feedback do resolver são monitorados geralmente para voltas múltiplas por um outro dispositivo. Isto permite a redução engrenada dos conjuntos que estão sendo girados e melhora a exatidão do sistema do resolver.
Porque a potência fornecida aos resolvers não produz nenhum trabalho real, as tensões usadas são geralmente baixas (< 24 VAC) para todos os resolvers. Os resolvers projetados para o uso terrestre tendem a ser dirigidos em 50-60 hertz (freqüência da rede), quando aqueles para marinho ou o uso aeronáutico tende a se operar em 400 hertz (a freqüência do gerador acionado pelos motores). Os robôs tendem a usar umas freqüências mais elevadas (5 kHz).
O resolver é considerado um dispositivo análogo. Tem as contrapartes digitais chamadas "giratório (ou  pulso) encoder".
Outros tipos de resolver incluem:
-Os resolvers do receptor. Estes resolvers são usados na maneira oposta do resolver do transmissor (tipo descrito acima). Os dois enrolamentos bifásicos são energizados, a relação entre o seno e o coseno, representa o ângulo elétrico. O sistema gira o rotor para obter uma tensão zero no enrolamento do rotor. Nesta posição, o ângulo mecânico do rotor iguala o ângulo elétrico aplicado ao estator.
-Os resolvers diferenciais . Estes tipos combinam dois enrolamentos primários bifásicos em uma coluna, como para o receptor, e dois enrolamentos secundários bifásicos no outro. A relação do ângulo elétrico entregado pelos dois enrolamentos secundários e pelos outros ângulos é: ângulo elétrico secundário = ângulo mecânico - ângulo elétrico primário
Estes tipos, por exemplo, foram usados calcular funções de trigonometria sem computador eletrônico.
- um tipo relacionado é também o transolver, combinando um enrolamento bifásico como o resolver e a trifásico o enrolamento como o synchro.